# 羯罗拿苏伐剌那
金耳城（音译为羯罗拿苏伐剌那，意為“羯罗拏使之美麗”，羯罗拏以金耳著稱），为设赏伽羯罗拏苏伐剌那国之都城，设赏伽为古代孟加拉历史上第一位重要国王。其死后，迦摩缕波国王拘罗摩可能占据此地一小段时间。7世纪中期，此地曾为Jayanaga都城。城市遗址位于今印度西孟加拉邦穆希達巴德縣。位于巴哈拉姆普尔西南9.6（6.0英里）处。
在传说中，此地为鸯伽都城，俱卢族王子難敵将鸯伽赠予貢蒂长子迦爾納。
中国僧人玄奘提到此地附近有一处寺院，为密宗重要中心。其位置认定为穆尔希达巴德县的罗杰巴底登迦。1962年，加尔各答大学考古系首次对其展开发掘。1929年至1930年，曾发掘了附近两处遗址。

## 图集

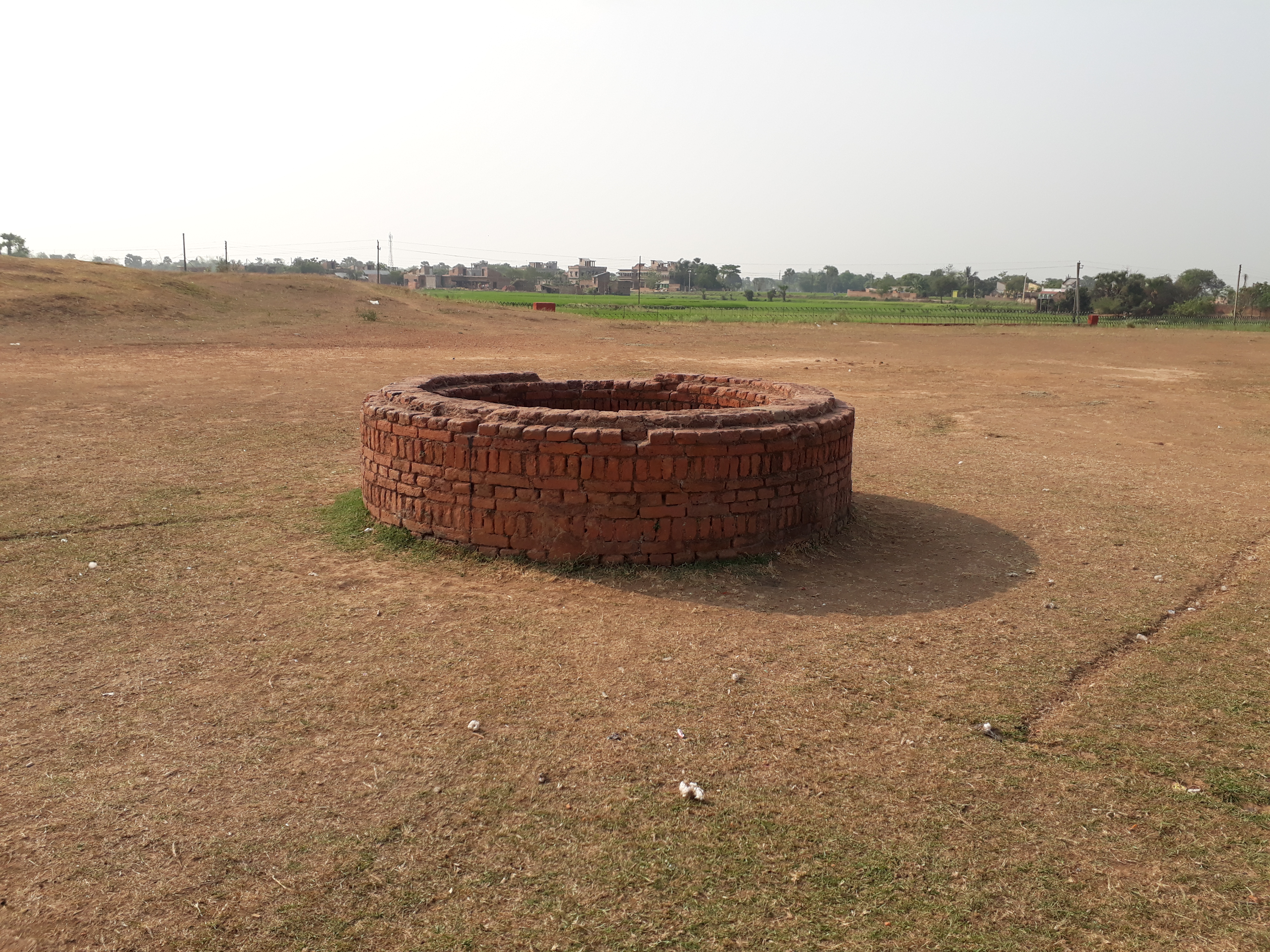
井
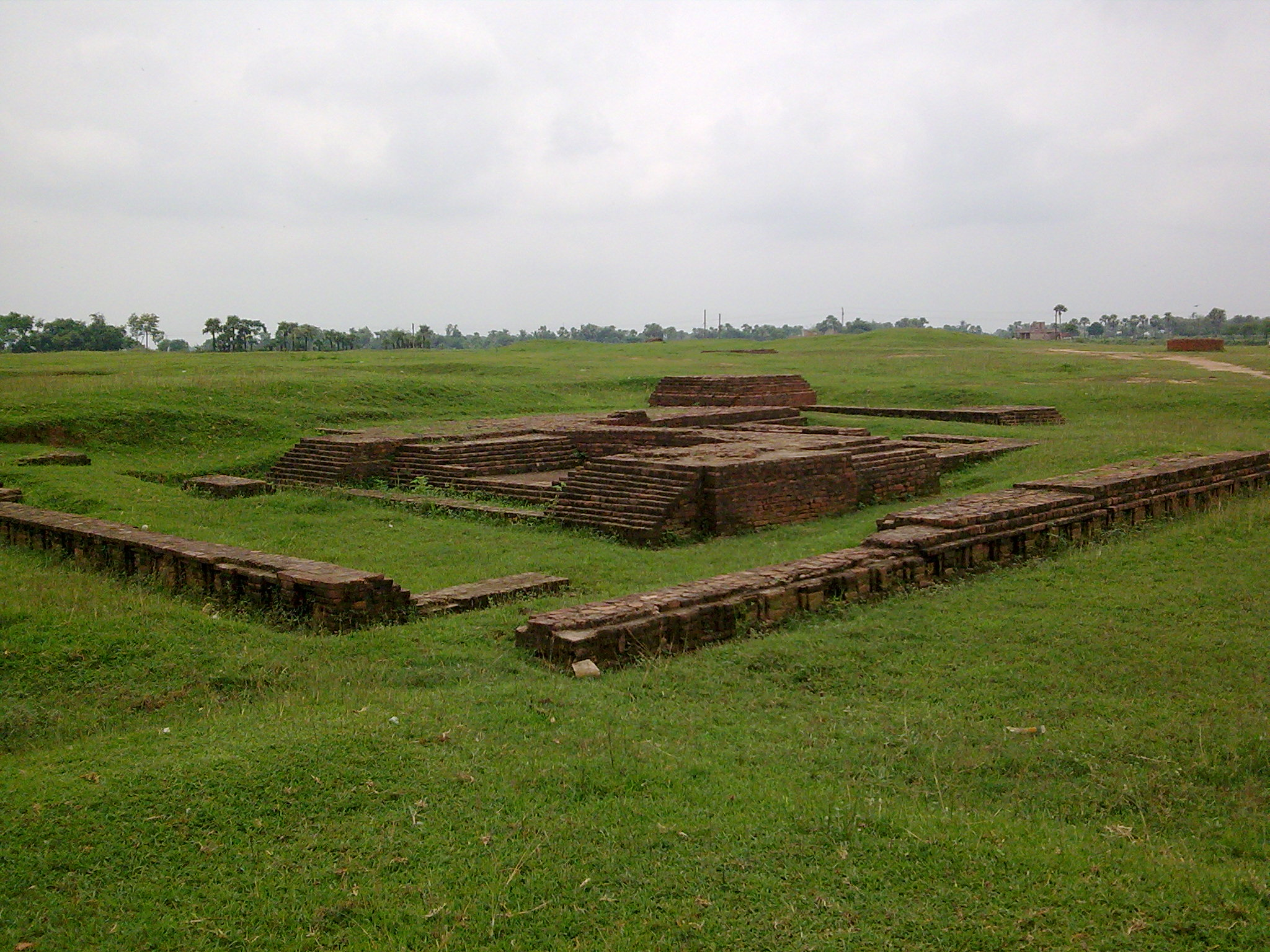
遗迹